# Уоррен, Дэвид
Дэвид Уоррен (англ. David Warren; р. 1952 года) — британский дипломат.

## Биография
Обучался в Epsom колледже и оксфордском Экзетер-колледже, где изучал английскую литературу.
На службе в Форин-офис с 1975 года.
Изучал японский язык в Школе азиатских и африканских исследований Лондонского университета.
Служил в Японии в 1977—1981 и 1993—1998 годах.
В 1998—2000 годах глава Гонконгского департамента Форин-офис.
С июля 2008 года по 2012 год посол Великобритании в Японии.
Награждён японским орденом Восходящего солнца 1 степени (2018).